# Christian Køhler
Christian Thobo Køhler (født 10. april 1996) er en dansk fodboldspiller, der spiller for ÍA Akranes.

## Karriere
Køhler startede sin karriere i Hørsholm UI, inden han skiftede til Farum Boldklub i 2008.

### FC Nordsjælland
I sommeren 2015 blev Køhler rykket op på FC Nordsjællands førstehold. Han skrev samtidig under på en kontrakt.
Han fik sin debut i Superligaen den 1. maj 2016, da han startede inde og spillede de første 65 minutter i 2-2-kampen hjemme mod Randers FC. Han scorede samtidig sit første mål i Superligaen i denne kamp, da han scorede til 1-1 i det 53. minut. De efterfølgende måneder frem mod sæsonafslutningen bød på seks kampe mere i Superligaen. Han rundede den gode sæsonafslutning af med at skrive under på en toårig kontraktforlængelse og blev i samme ombæring udnævnt som Årets Værdispiller uddelt af FC Nordsjælland ved FCN Awards.
Sæsonen efter bød på 19 kampe i Superligaen, hvoraf fem af dem var med fuld spilletid. I forårssæsonen røg han dog bagerst i køen om midtbanepladserne.

### FC Helsingør
I løbet af sommeren 2017 forsøgte både Viborg FF og FC Helsingør at hente Køhler i FC Nordsjælland. Det blev dog i sidste ende FC Helsingør, der løb med Køhler. Her skrev han under på en toårig kontrakt.
Da FC Helsingør rykkede ned i 2. division efter 2018-19-sæsonen, ønskede Køhler ikke at forlænge sin kontrakt.

### Trelleborgs FF
Han skiftede i første halvdel af juli 2019 til den svenske klub Trelleborgs FF.